# Ђ (слово ћирилице)
Слово Ђ (Ђ&nbsp;ђ; искошено: ) је ћириличко слово, еквивалент латиничном слову .

## Историја
Слово Ђ је настало од раноћириличког слова ђерв (Ꙉ ꙉ).
У старословенској ћирилици име слова је било , што је значило »дрво«.
Данашње Ђ је конструисано по налогу Вука Стефановића Караџића. Постојало је више предлога за слово (један је направио Павле Соларић, а други Глигорије Гершић). Варијанта која је данас у употреби  направљена је од стране Лукијана Мушицког.

## Употреба
Слово Ђ се употребљава само у српском језику, понекад се транскрибује и као Dj&nbsp;dj (као у раној Гајевој латиници). Ђ је шесто слово ћирилице српског језика, а употребљава се као представник звучног меког африката.
Слово је било употребљавано и у српскохрватском језику пре распада Југославије.

## Слична и сродна слова
- : слово ћирилице
- Ѓ ѓ: слово ћирилице
- : слово латинице
- : слово латинице
- Ꙉ ꙉ: слово ћирилице